# De Hoop (Middelburg)
De Hoop is een voormalige koren- en pelmolen aan het Vlissings Bolwerk in Middelburg in de Nederlandse provincie Zeeland.
De molen werd in 1735 als pelmolen gebouwd. Na brand in 1753 werd De Hoop in 1755 hersteld als koren- en pelmolen. Waarschijnlijk werd de molen iets lager hersteld, hetgeen het wat 'dikke' uiterlijk van de molen bepaalt. De molen bleef tot 1920 op windkracht in bedrijf, in dat jaar werd het binnenwerk uitgebroken. De molen werd vervolgens omgebouwd tot meelfabriek waarbij een elektromotor het werk overnam. Als gevolg van oorlogshandelingen in 1940 werd De Hoop zwaar beschadigd. In 1948 kwam hij in eigendom van de gemeente Middelburg. In 1954 werd de molen als stilstaand monument gerestaureerd. Pas in 1988 volgde een uitgebreide restauratie waarbij de molen weer draaivaardig werd, het binnenwerk keerde niet terug.
De roeden van de molen hebben een lengte van circa 24,80 meter en zijn voorzien van het Oudhollands hekwerk met zeilen. Een aantal vrijwillige molenaars laat de molen regelmatig draaien.
De molen is nu het clubgebouw van vereniging Juliana Korpsen Middelburg.  

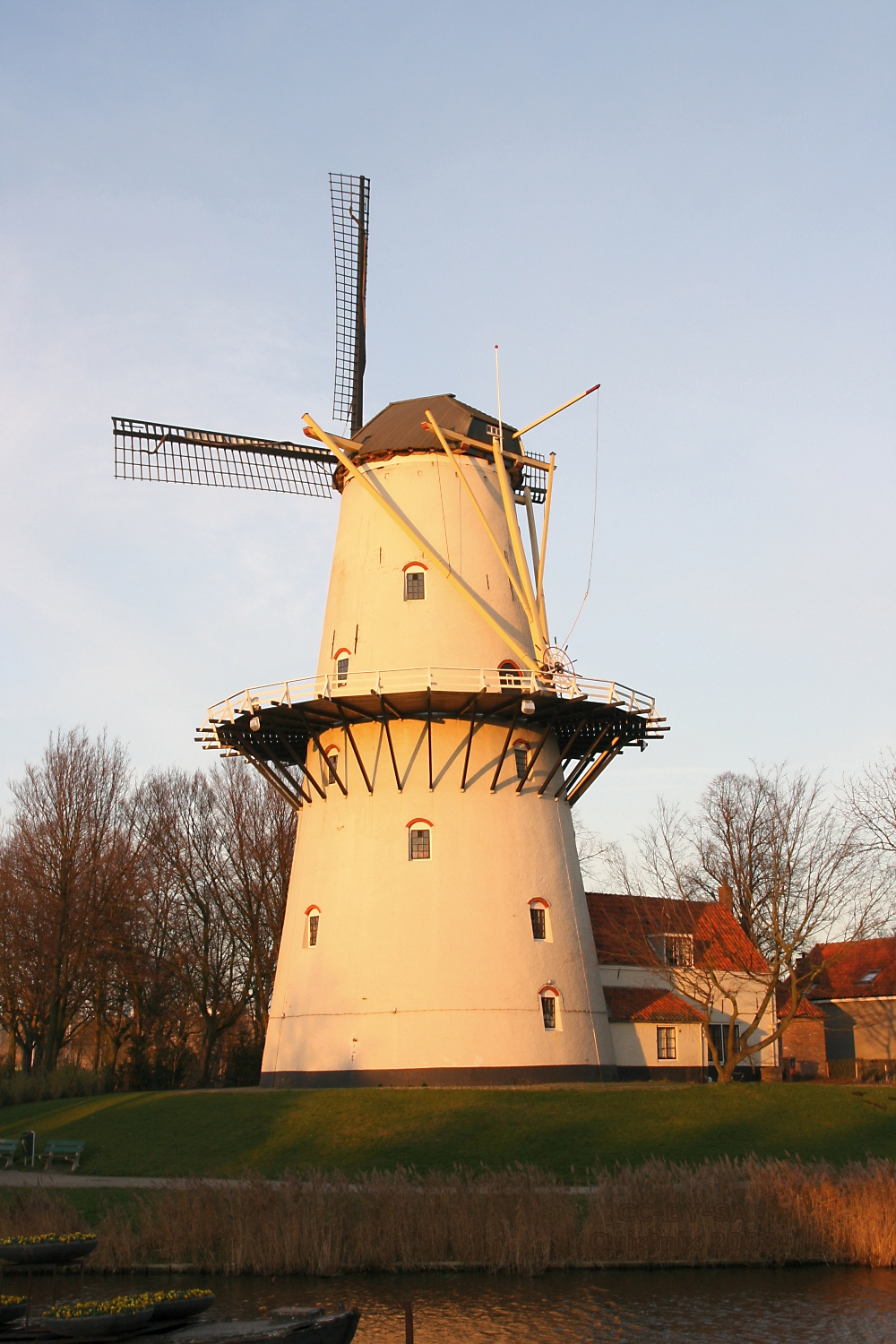
De Hoop